# Eugenia insignis
Eugenia insignis là một loài thực vật thuộc họ Myrtaceae. Đây là loài đặc hữu của Sri